# ولیکا دپچویکا
ولیکا دپچویکا (به لاتین: Velika Dapčevica) یک زیستگاه انسانی در کرواسی است.